# Democratisch Kampuchea
Kampuchea (Khmer: កម្ពុជា), officieel vanaf 5 januari 1976 Democratisch Kampuchea (Khmer: ), hedendaags ook bekend als het Genocidale Regime was de naam van het communistische Cambodja tussen 1975 en 1979. Het werd gesticht toen de door Lon Nol geleide Khmerrepubliek werd verslagen door de Rode Khmer.
Het streven was om Kampuchea om te vormen tot een etnische zuivere, klasseloze arbeidersmaatschappij. Onder leiding van Pol Pot werden de steden ontruimd, religies verboden en werden geld en private eigendommen afgeschaft. Tijdens een grootschalige genocide werd circa 20% van de bevolking (circa 2 miljoen mensen) vermoord. Onder hen zaten kapitalisten, intellectuelen, politici die onder Lon Nol hadden gediend en minderheden als Chinezen, Vietnamezen, Laotianen en Chams.
In 1979 kwam er een einde aan de genocide door een invasie van de Front Uni National pour le Salut du Kampuchea en het Vietnamese Volksleger. Dit leidde tot de oprichting van de Volksrepubliek Kampuchea. Dit land kreeg internationaal echter weinig erkenning en in de Verenigde Naties bleef Kampuchea vertegenwoordigd door Democratisch Kampuchea, dat de controle over een deel van het land (aan de grens met Thailand) wist te behouden. In 1982 vormde de Rode Khmer, om de internationale erkenning te behouden, de Coalitieregering van Democratisch Kampuchea.

## Historische context
In 1970 zetten premier Lon Nol en de Nationale Assemblee Norodom Sihanouk af als staatshoofd. Sihanouk, die tegen de nieuwe regering was, ging een alliantie aan met de Rode Khmer tegen hen. Door gebruik te maken van de Vietnamese bezetting van Oost-Cambodja, massale bombardementen door de Verenigde Staten in het hele land en de reputatie van Sihanouk, konden de Rode Khmer zichzelf presenteren als een op vrede gerichte partij in een coalitie die de meerderheid van het volk vertegenwoordigde. Met grote steun van de bevolking op het platteland viel de hoofdstad Phnom Penh op 17 april 1975 uiteindelijk in handen van de Rode Khmer. De KR bleef Sihanouk gebruiken als boegbeeld voor de regering tot 2 april 1976, toen Sihanouk ontslag nam als staatshoofd. Sihanouk bleef in huisarrest in Phnom Penh, totdat hij naar de Verenigde Staten vertrok, waar hij de zaak van de Democratische Kampuchea voorlegde voor de Veiligheidsraad. Uiteindelijk verhuisde hij naar China.
Vóór de overname van Phnom Penh door de Rode Khmer in 1975 en het begin van de nuljaren was Cambodja dus al betrokken geweest bij de derde Indochina-oorlog en de spanningen tussen Cambodja en Vietnam namen toe als gevolg van verschillen in de communistische ideologie en de Vietnamese leger binnen Cambodjaanse grenzen. De context van de oorlog heeft het land gedestabiliseerd en de Cambodjanen verdreven en de oorlogswapens aan de Rode Khmer ter beschikking gesteld. De Rode Khmer maakte gebruik van de door de oorlog veroorzaakte verwoesting om leden te rekruteren en gebruikte dit geweld uit het verleden om het soortgelijke, zo niet meer, gewelddadige en radicale beleid van het regime te rechtvaardigen. [6] Het ontstaan van Democratisch Kampuchea en zijn neiging tot geweld moeten worden begrepen tegen deze oorlogsachtergrond die waarschijnlijk een bijdragende rol heeft gespeeld bij het verharden van de bevolking tegen dergelijk geweld en tegelijkertijd de tolerantie en honger ernaar vergrootte. Vroege verklaringen voor de wreedheid van de Rode Khmer suggereren dat de Rode Khmer tijdens de oorlogsjaren was geradicaliseerd en later dit radicale begrip van de samenleving en het geweld op hun landgenoten had gericht. [7] Deze achtergrond van geweld en wreedheid had aantoonbaar ook gevolgen voor de alledaagse Cambodjanen, die hen voorbereidden op het geweld dat ze zelf onder het Rode Khmer-regime hebben gepleegd.

## Organisatie

Vlag van de Communistische Partij van Kampuchea (CPK),

In januari 1976 kondigde de Rode Khmer de grondwet van Kampuchea af. De grondwet voorzag in een volksvertegenwoordiging (KPRA) die bij geheime stemming zou worden gekozen bij rechtstreekse algemene verkiezingen en een staatspresidium dat elke vijf jaar door de KPRA zou worden gekozen en benoemd. De KPRA kwam slechts één keer bijeen, een driedaagse zitting in april 1976. Leden van de KPRA werden echter nooit gekozen, aangezien het Centraal Comité van de CPK de voorzitter en andere hoge functionarissen zowel voor haar als voor het staatspresidium had benoemd. Plannen voor de verkiezing van leden werden besproken, maar de 250 leden van de KPRA werden in feite benoemd door het hogere echelon van de Rode Khmer.
Democratisch Kampuchea was een atheïstische staat, maar de boeddhistische invloeden bleven bestaan. Alle religies werden verboden en de onderdrukking van aanhangers van de islam, het christendom en het boeddhisme was groot. Bijna 25.000 boeddhistische monniken werden door het regime afgeslacht.
Alle bevoegdheden behoorden toe aan het Permanent Comité van CPK, waarvan het lidmaatschap bestond uit de secretaris en premier Pol Pot, zijn vice-secretaris Nuon Chea en zeven anderen. Het was ook bekend als het "Centrum", de "Organisatie" of "Angkar", en het dagelijkse werk werd uitgevoerd vanuit Kantoor 870 in Phnom Penh. Bijna twee jaar na de overname bleef de Rode Khmer zichzelf Angkar noemen. Pas in een toespraak van maart 1977 onthulde Pol Pot het bestaan van de CPK. Rond die tijd werd ook bevestigd dat Pol Pot dezelfde persoon was als Saloth Sar, die al lang werd aangehaald als algemeen secretaris van de CPK.

### Administratief

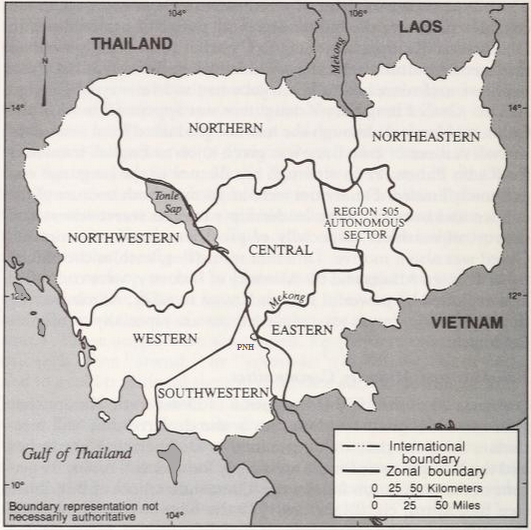
Administratieve zones van Democratisch Kampuchea

De Rode Khmer heeft alle voormalige Cambodjaanse traditionele afdelingen afgeschaft. In plaats van provincies was Democratisch Kampuchea onderverdeeld in geografische zones, afgeleid van divisies die waren opgericht door de Rode Khmer toen ze vochten tegen de Khmerrepubliek onder leiding van generaal Lon Nol. Er waren zeven zones, namelijk het noordwesten, het noorden, het noordoosten, het oosten, het zuidwesten, het westen en het centrum, plus twee speciale regio's, namelijk de speciale regio Kratie nr. 505 en (vóór medio 1977) de speciale regio Siemreap geen 106. De regio's zijn onderverdeeld in kleinere gebieden of damban. Deze waren bekend onder nummers, die waren toegewezen zonder een schijnbaar coherent patroon. Dorpen werden ook onderverdeeld in 'groepen' (krom) van 15-20 huishoudens die werden geleid door een groepsleider (Meh Krom).

### Internationale betrekkingen
De Rode Khmer onderhield nauwe banden met China (haar belangrijkste bondgenoot) en in mindere mate met Noord-Korea. In 1977, feliciteerde Kim Jong-il het Cambodjaanse volk met het feit dat ze "[...] contrarevolutionaire groep spionnen die subversieve activiteiten en sabotage hadden gepleegd" had uitgeroeid. Alleen China, Noord-Korea, Egypte, Albanië, Cuba, Laos, Vietnam (tot december 1977), Roemenië en Joegoslavië hadden ambassades in Phnom Penh.